# Calyptrochaeta isophylla
Calyptrochaeta isophylla är en bladmossart som beskrevs av Hiroyuki Akiyama 1990. Calyptrochaeta isophylla ingår i släktet Calyptrochaeta och familjen Hookeriaceae. Inga underarter finns listade i Catalogue of Life.